# El Hassi, Batna
El Hassi là một thị trấn thuộc tỉnh Batna, Algérie. Dân số thời điểm năm 2002 là 6.964 người.